# セミヌード (門あさみのアルバム)
『セミヌード』は1981年7月5日にリリースされた門あさ美の3枚目のアルバムである。

## 収録曲

### Side 1
1. Blue Moon (4:03)
作詞・作曲：門あさ美　編曲：松任谷正隆
2. すねてご機嫌 (3:23)
作詞・作曲：門あさ美　編曲：松任谷正隆
3. いちどだけ真似 (3:36)
作詞・作曲：門あさ美　編曲：瀬尾一三
4. Nice Middle (4:26)
作詞・作曲：門あさ美　編曲：松任谷正隆
5. 自画像 (6:25)
作詞・作曲：門あさ美　編曲：井上鑑

### Side 2
1. お好きにせめて (4:11)
作詞・作曲：門あさ美　編曲：瀬尾一三
2. 色のない構図 (4:56)
作詞：麻木かおる　作曲：門あさ美　編曲：井上鑑
3. 気まぐれKitten (3:45)
作詞：麻木かおる　作曲：門あさ美　編曲：井上鑑
4. Season (4:00)
作詞・作曲：門あさ美　編曲：瀬尾一三
5. 月下美人 (4:25)
作詞・作曲：門あさ美　編曲：松任谷正隆

## リリース日一覧
| 地域 | リリース日     | レーベル                               | 規格                      | カタログ番号 | 備考         |
| ---- | -------------- | -------------------------------------- | ------------------------- | ------------ | ------------ |
| 日本 | 1981年7月5日   | ユニオン                               | 30cmLP                    | UL-2         |              |
| 日本 | 1981年7月5日   | ユニオン                               | カセット                  | U4B-34       |              |
| 日本 | 1985年6月1日   | ユニオン                               | 12cmCD                    | 30CH-34      |              |
| 日本 | 1990年11月21日 | コンチネンタル                         | 12cmCD                    | TECN-18055   |              |
| 日本 | 1994年10月21日 | ティー・グランドミュージック           | 12cmCD                    | TECN-15274   |              |
| 日本 | 2005年8月4日   | ヤマハミュージックコミュニケーションズ | デジタル・ダウンロード    | 75769498     | iTunes Store |
| 日本 | 2007年10月24日 | ビクターエンタテインメント             | デジタルリマスター 12cmCD | VICL-62612   | 紙ジャケット |

## タイアップ
| トラック番号 | 曲名         | タイアップ                          |
| Side 2-5     | 「月下美人」 | 東亜国内航空 秋のキャンペーンソング |